# Церква Пресвятого Серця Христового і монастир Різдва Христового (Жовква)
Церква Пресвятого Серця Христового і монастир Різдва Христового — культова споруда та обитель отців Василіян, пам'ятка історії і архітектури в місті Жовква Львівської області, Україна. Один з найцікавіших українських храмів, славний своїм стінописом, що поєднує біблійні мотиви з національно-історичними.

## Історія

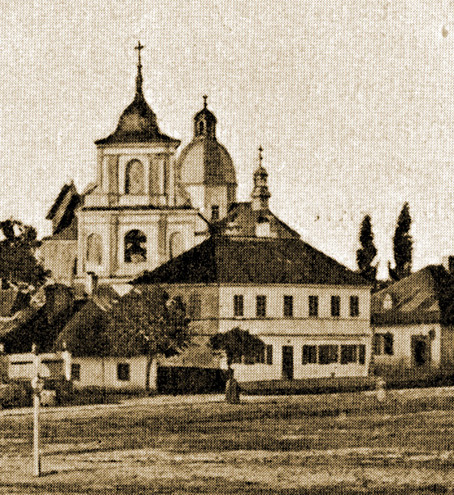
Церква в XIX столітті

Православна церква Різдва Христового в Жовкві, згідно зі згадками в документах, стояла на цьому місці ще перед заснуванням міста. Можливо, храм стояв на місці боярських чи княжих палат — принаймні, місце, на якому він стоїть, є найвищою точкою Жовкви і околиць. Коли 1594 року власник Винник коронний гетьман Станіслав Жолкевський почав будувати біля свого містечка нове місто, архітектори майбутньої Жовкви гармонійно вписали руську святиню в європейську забудову майбутньої гетьманської резиденції.
Перша згадка про храм датується 1612 роком, коли Жолкевський наказує «для примноження слави Божої і оздоби релігії грецької» розібрати стару церкву, яка «старістю своєю ушкоджена» — отже, нараховувала не якихось там двадцять років життя. На місці старого храму мав бути зведений новий, мурований. Як і уся Жовква, нова церква Різдва Христового була зведена в ренесансному стилі — хрестоподібна в плані, з високою навою, вузькими вікнами та напівкруглою банею. За зовнішнім виглядом церква виявилася подібною до храму св. Лаврентія, головного католицького храму міста, майбутньої усипальні родини Жолкевських. Завершили будівництво наприкінці XVII століття, за часів (і за підтримки) правнука Жолкевського — короля Яна ІІІ Собеського.

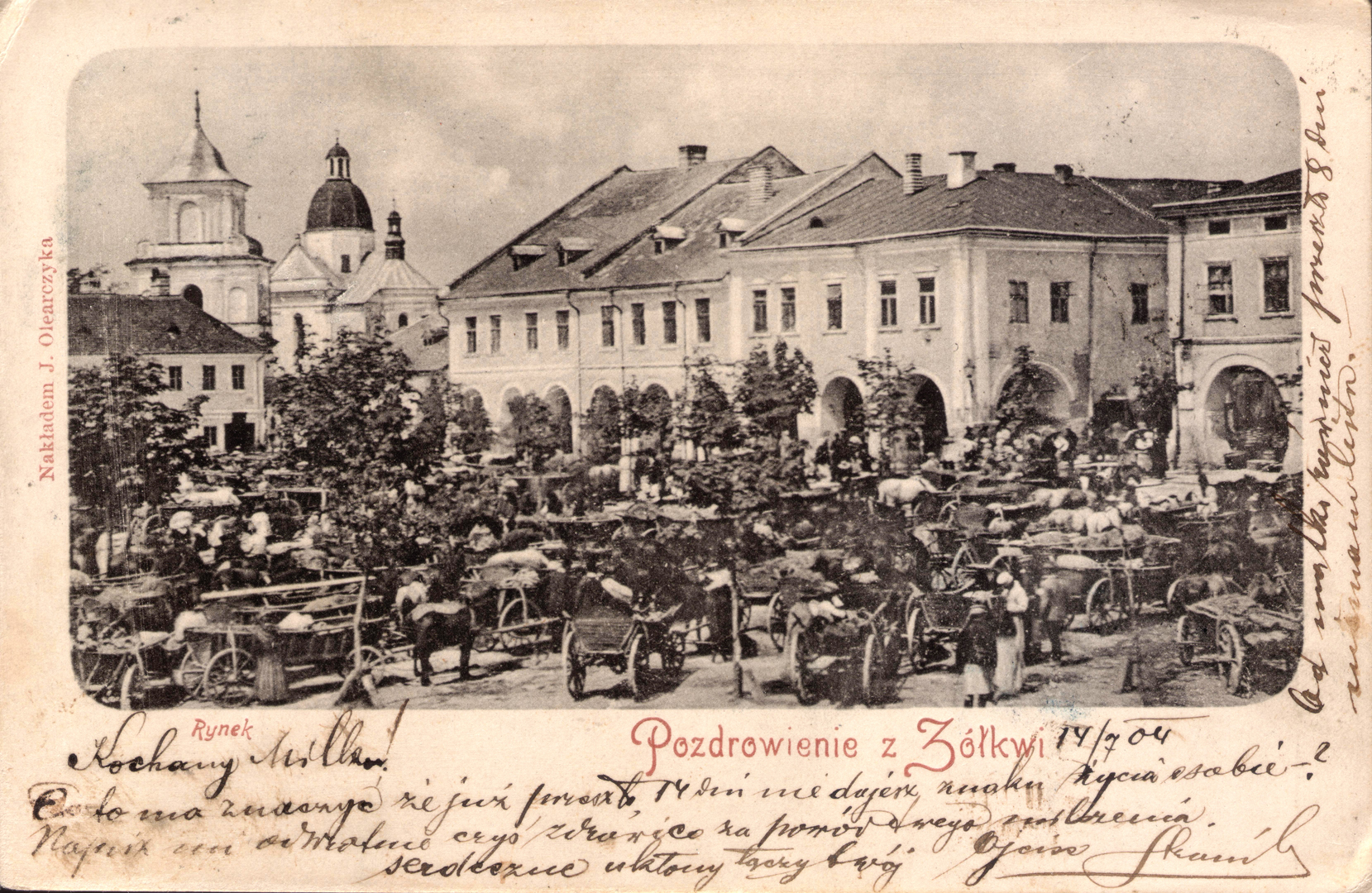
Поштівка з церквою

1680 року львівський єпископ Йосиф Шумлянський засновує при церкві монастир, який 1753 року став архімандрією. Згодом під опікою монастиря опинились церква святої Трійці в Жовкві, Різдва Богородиці на Винниках та собору св. Архистратига Михаїла.

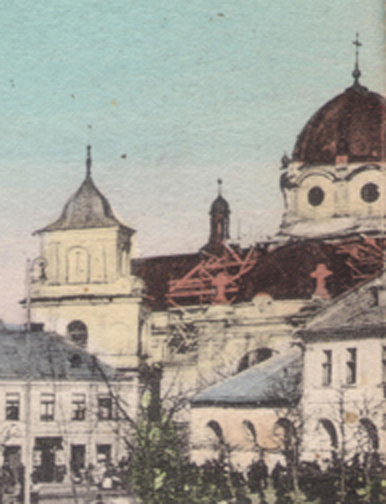
Церква після перебудови

1903 року під час святкування 300 років Магдебурзького права Жовкви церкву перебудовують за проєктом Едгара Ковача. Старий вівтар розібрали і до первісної ренесансної нави додали новий трансепт з куполом та вівтарем, що зробило церкву вдвічі більшою. Нове обличчя церкви стало цілком еклектичним — круглий ребристий купол на барабані з великими круглими «ілюмінаторами» та маленькими маківками з хрестами, що обрамляють купол, величезні напівкруглі вікна і навіть кельтські хрести на рогах трансепту. Новий храм освятили на честь Серця Христового, хоча весь монастир зберігав первісну назву Різдва Христового.
Під час Польсько-української війни 1918—1919 поляки відправили жовківських монахів на чотири місяці до концтабору в Домб'є, а монастир пограбували. Пізніше в рамках пацифікації польська влада час від часу вилучала монастирські видання, а жандарми грабували та підпалювали монастирські землі.
З приходом радянської влади 1944 року монастир закрили і перетворили на катівні НКВС. Згодом в келіях розмістили російську школу, куди ходили діти військових (яких в місті стало більше ніж мирних жителів). З 1946 року Українська греко-католицька церква була заборонена, і храм передали у власність РПЦ. Лише 1989 року, коли греко-католики вийшли з підпілля, їм повернули монастирський комплекс. З того часу розпочинається поступова реставрація монастирських будівель, яка триває й досі.

## Жовківська іконописна школа
У середині XVII століття при церковному братстві була заснована Жовківська іконописна школа на чолі з художником Іваном Рутковичем. Руткович та його учні творили в дусі українського бароко, вдало поєднуючи традиції давньоруського іконопису з філософськими ідеями та мистецькими тенденціями Ренесансу та раннього бароко. Іконам школи Рутковича притаманні гуманістичне трактування постатей святих, багата і яскрава колористика, сміливе вирішення багатьох композицій, бездоганність малюнку. Учень Рутковича — війт Жовкви Василь Петранович — відомий як видатний портретист та неперевершений різьбяр.
Іконостас, створений I. Рутковичем для церкви Різдва Христового, зараз прикрашає експозицію Національного музею ім. Шептицького у Львові. Твори Рутковича та його учнів збереглися також у жовківських церквах Пресвятої Трійці, Різдва Богородиці, багатьох сільських церквах Жовківщини, а також у збірках Львівського Музею релігії.
Також тут творив о. Самсон Скрипецький.

## Мощі святого Партенія

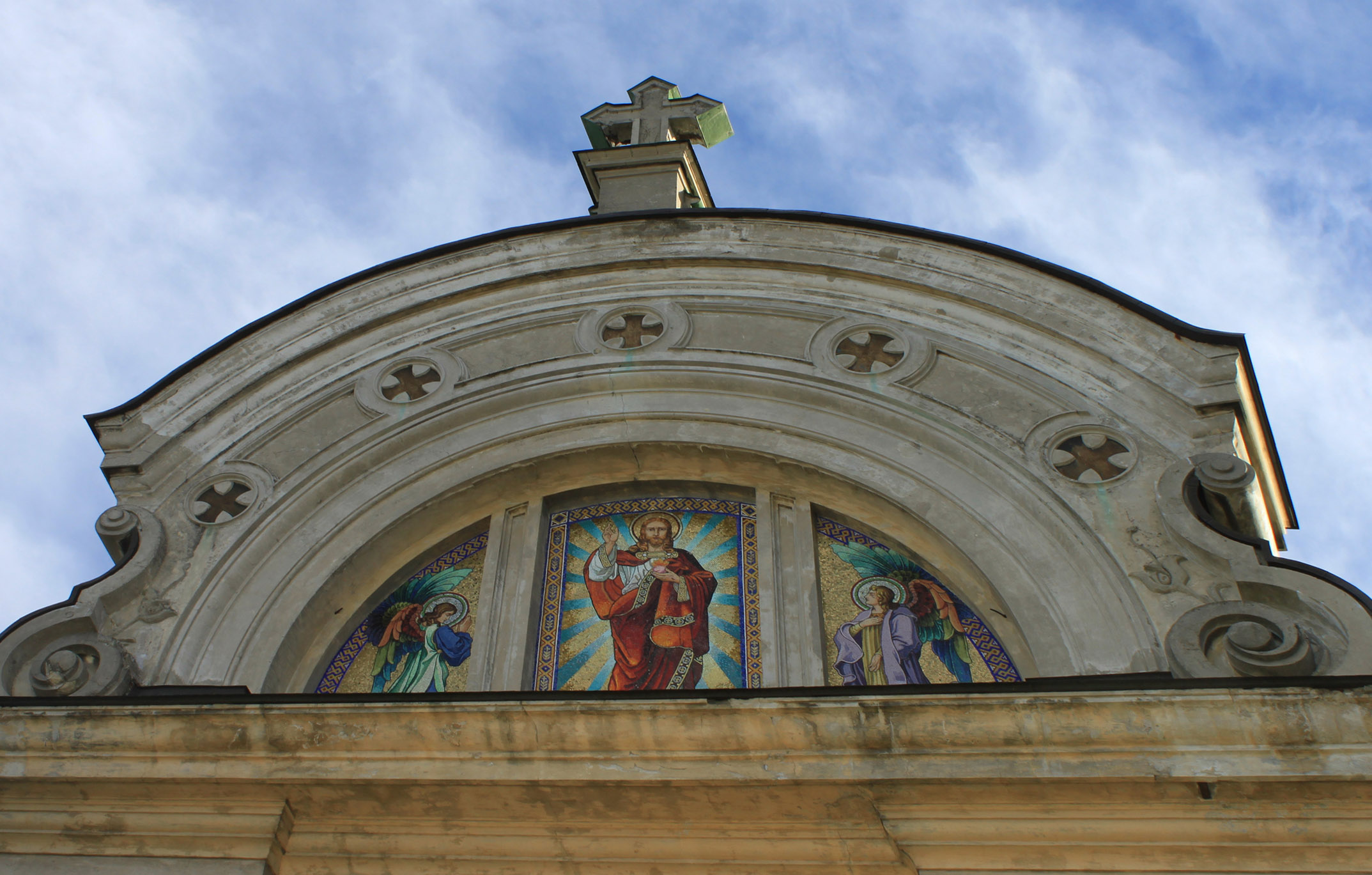

У церкві Серця Христового перебувають мощі святого Партенія — ранньохристиянського мученика, закатованого в Римі у 250 р. Коли у 1691 році до Жовкви перебрався митрополит Досифей, він привіз з собою мощі святого Йоана Сочавського — напівлегендарного мученика, який нібито був закатований у XIV ст. у місті БілгородІ-Дністровському мусульманською владою за доносом римо-католиків. Митрополит, утікаючи з Сучави, забрав мощі зі собою, щоб вони не дісталися туркам. Потім Досифей поїхав до Москви, але мощі з собою на забрав, а залишив їх у Жовкві, де вони зберігались до 1784 року, коли частина Молдавії увійшла до складу Монархії Габсбургів (з 1804 року Австрійської імперії). Тоді на прохання мешканців Сучави австрійська влада повернула мощі св. Івана назад до цього міста. Остерігаючись обурення жовківчан, влада забирала мощі з монастиря під охороною солдатів. Щоб «підсолодити пігулку», невдовзі до василіянського монастиря перенесли інші мощі — святого Партенія.

## Стінопис у церкві

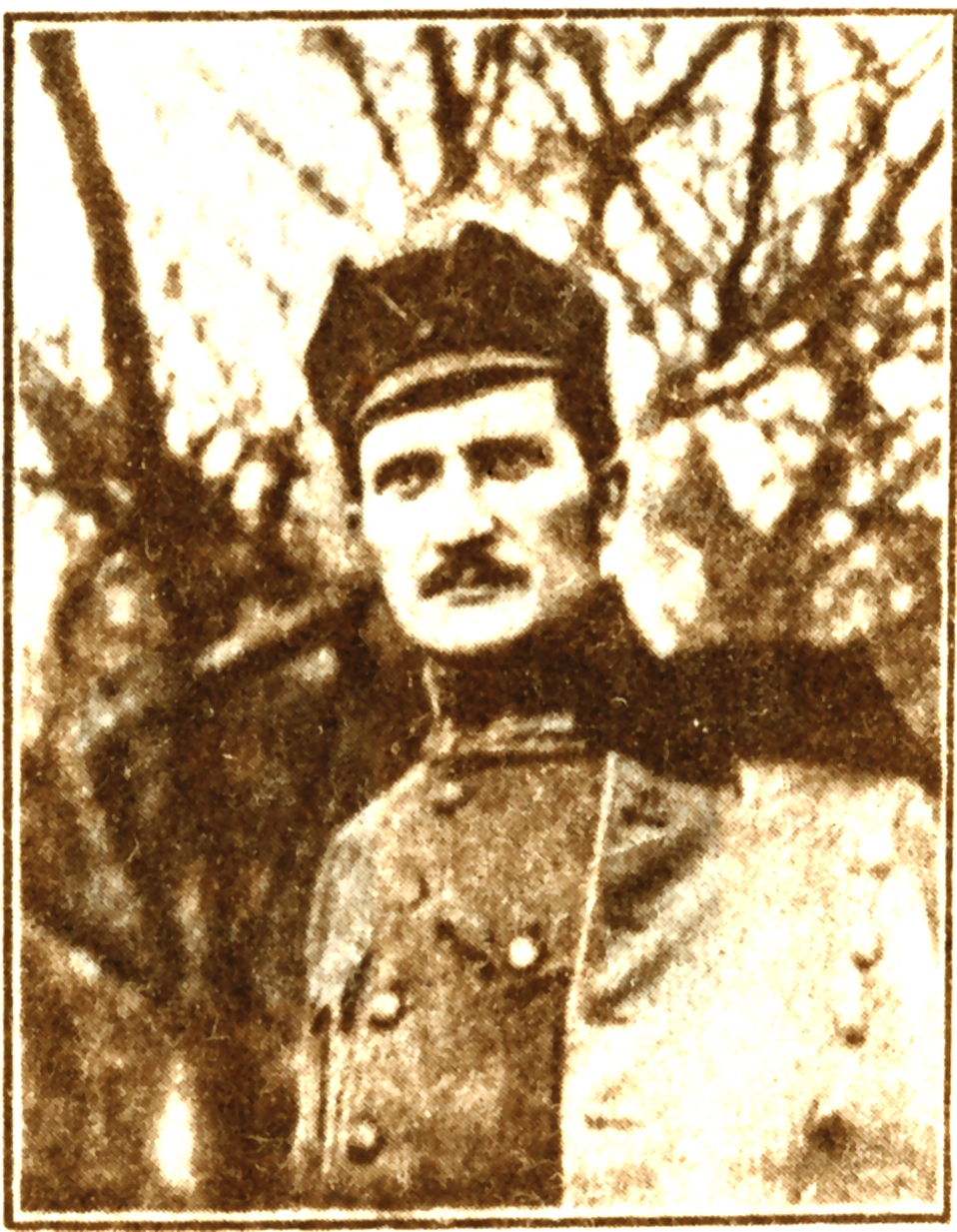
Юліан Буцманюк

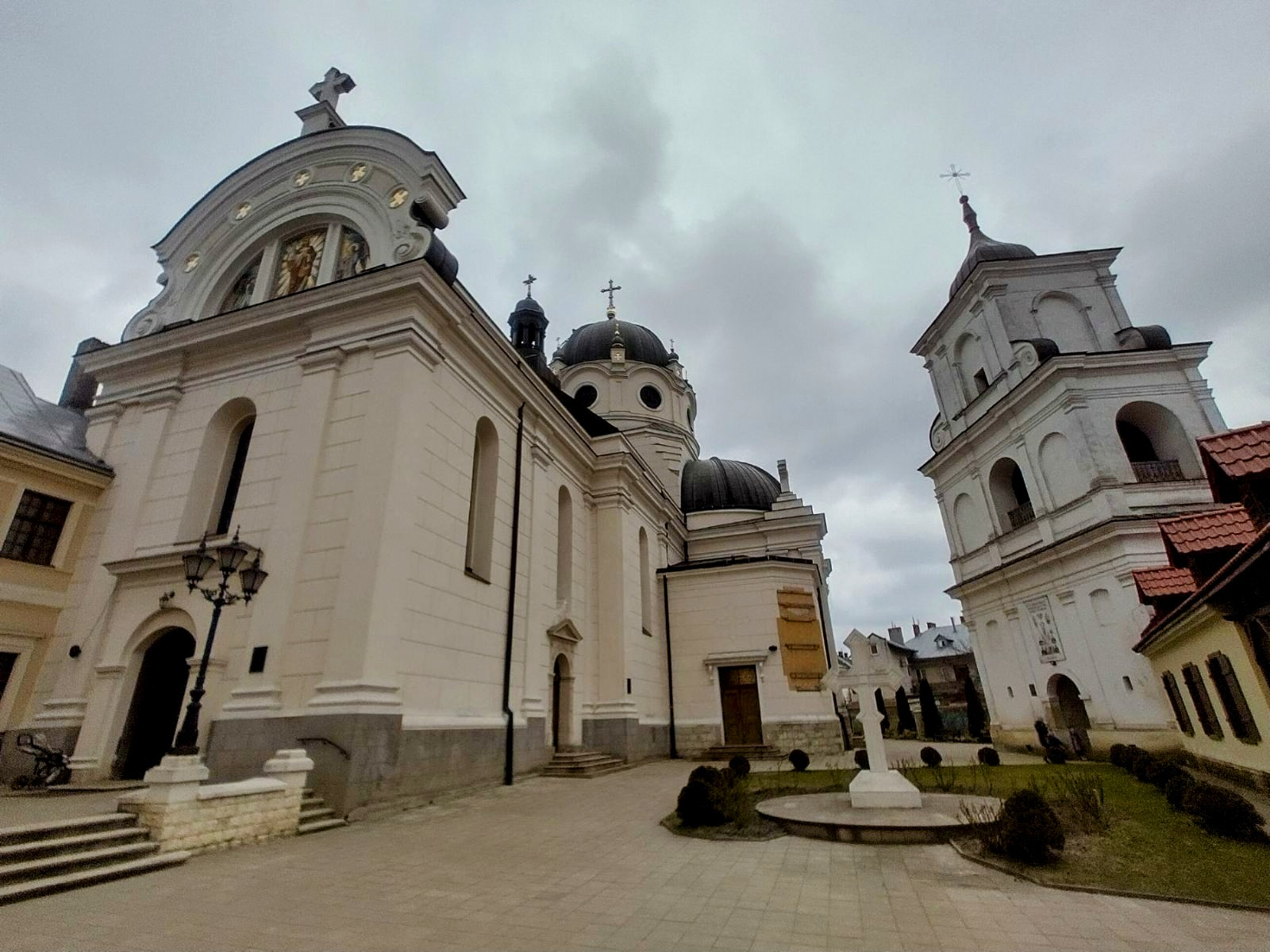
Внутрішній двір церкви Пресвятого Серця Христового

У 1910 році капличку при храмі розписав молодий художник Юліан Буцманюк. 25-річний митець, учень Модеста Сосенка, приємно здивував і ченців, і колег по цеху незвичним трактуванням традиційних для церковного стінопису сюжетів. Найбільш вражає «Богородиця з дітьми», на якій і маленький Ісус, і діти біля ніг Богородиці вдягнуті в український стрій. В українській сорочці зображений і архистратиг Михаїл на вітражі.
Стінопис в каплиці став подією в мистецькому житті не лише української спільноти Жовкви, а й всієї Галичини. На молодого художника звернув увагу митрополит Андрей Шептицький, який посприяв його навчанню у Краківській академії мистецтв, а згодом профінансував поїздку до Італії.
У 1930-х роках Юліан Буцманюк поновив роботу над стінописом в жовківському храмі. Він ще більше розвинув національну тему — склепіння храму прикрашають фрески на тему козаччини та українських визвольних змагань. Головні мотиви — примирення та злука українців різних регіонів і конфесій: в композиції «Берестейська Унія» під св. Йосафатом Кунцевичем поруч стоять православні та греко-католицькі герої, Йосиф Рутський та Петро Сагайдачний, Іпатій Потій та Костянтин Острозький.

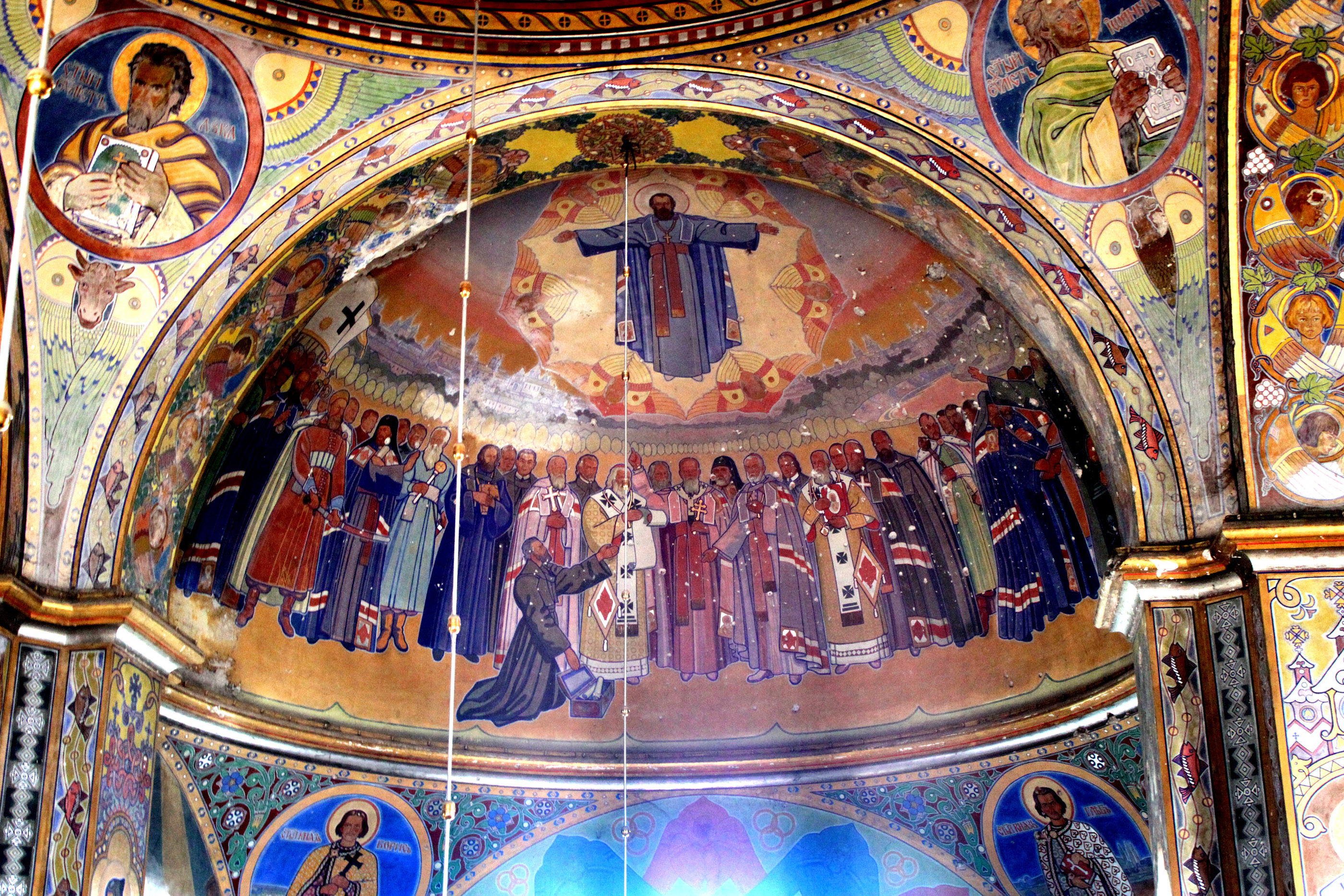
Герої козацької доби

На фресці «Акт Злуки» біля ніг Божої Матері зображені краєвиди Києва та Львова, а під ними — герої УНР та ЗУНР: Петлюра, Скоропадський, Грушевський, Вітовський, Левицький, січовики та пластуни. В центрі композиції — Андрей Шептицький, що молиться за волю і єдність України і дівчина з хлопчиком, що символізують Голодомор.
Друга Світова війна та радянська окупація не дали змоги Буцманюку докінчити справу — він тільки намітив фігури та орнамент різкими мазками, не досягши такої ретельності малюнку, як в каплиці. І розписати він встиг лише половину храму — від більшовиків Юліан Буцманюк тікав до Кракова, до Мюнхена, згодом — до Канади.

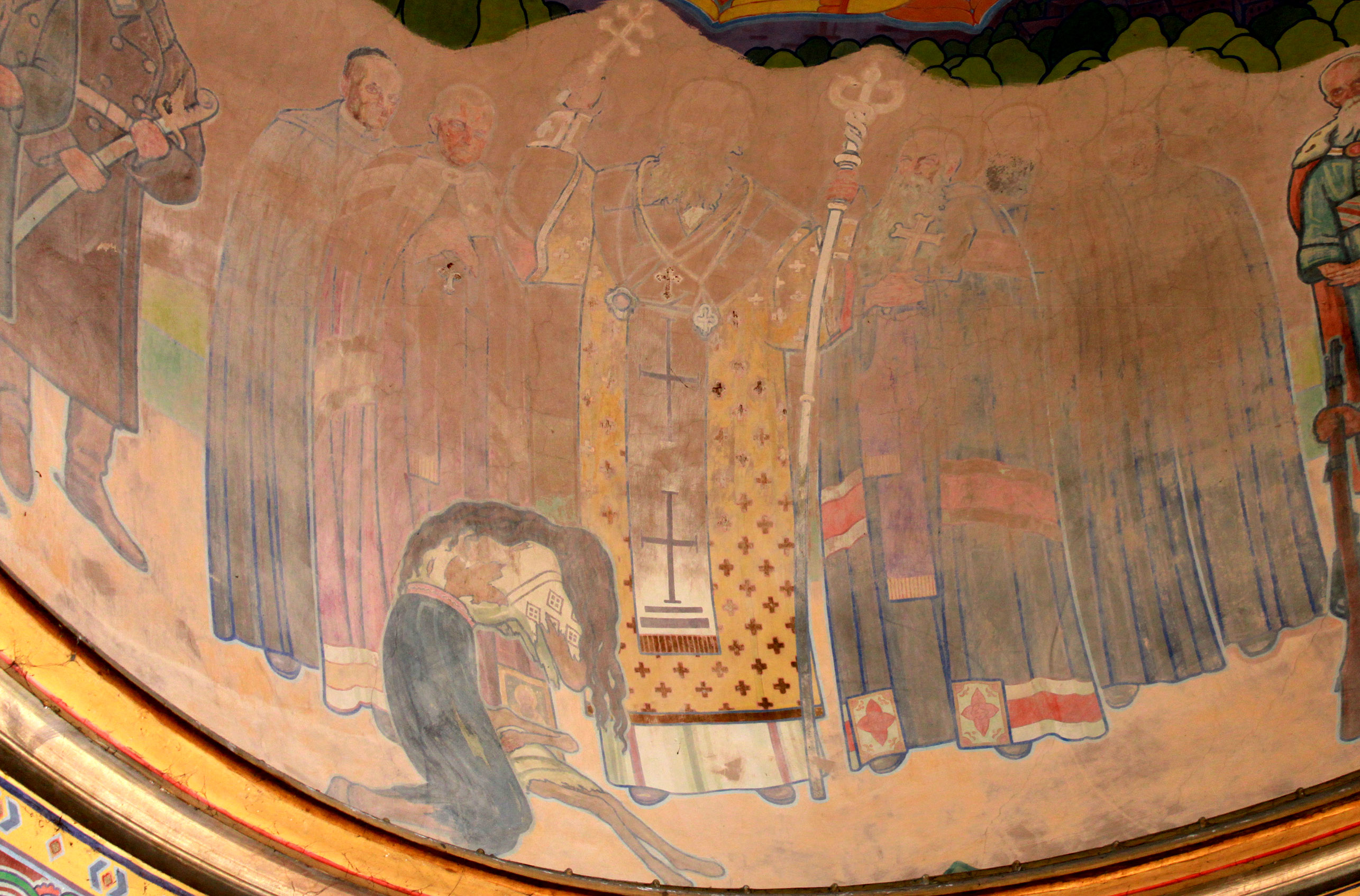
Покрова. Митрополит А. Шептицький. Голодомор

За радянських часів храм передали Російській православній церкві. Нові господарі знищили все, що не збігалось з московськими традиціями та радянською ідеологією, — сцени з життя св. Йосафата, Акт Злуки та деякі інші сюжети. Тільки у 1989 році, коли храм повернули греко-католикам, історичний інтер'єр храму відновили, і історія національного відродження на стінах храму знову приваблює туристів та самих жовківчан.

## Цікаві факти з історії монастиря
- Жовква була побудована як ренесансне «ідеальне» місто, і архітектор, що будував Жовкву (а це був Павло Щасливий), вирішив розташувати усі головні будівлі міста відповідно до органів людського тіла. Замок був головою, Ринкова площа з ратушею — шлунком, міські брами — руками і ногами. Церква Різдва Христового разом з церквою святого Лаврентія утворювала серце. Як і серце людини, серце Жовкви складалося з двох половинок, що підкреслювало єдність Христової Церкви.

- Є цілком вагомі припущення, що в церкві Різдва Христового був охрещений Богдан Хмельницький та потім навчався у школі при ній. Довести це поки що неможливо — бракує документів. Проте 1594 року Станіслав Жолкевський прийняв на службу в Жовкві Михайла Хмельницького, в якого наступного року народився син Богдан (отже, майбутній герой Визвольної війни народився в Жовкві). На той момент церква Різдва Христового була єдиним православним храмом у місті, крім парафії Івана Хрестителя на Винниках.

- Історія з прийняттям унії жовківського храму досить темна та тісно пов'язана з перетворенням церкви на монастир[джерело?]. Вважається, що монастирем церква стала саме з приїздом до Жовкви молдавського митрополита Досифея. Проте є відомості, що 1682 року львівський архієпископ Йосиф Шумлянський засновує при жовківській церкві Різдва Христового василіянський монастир (до речі, першу унійну громаду на території Львівської архієпархії). Можливо, тут мова йде про інший храм з такою самою назвою, який василіяни побудували в Жовкві. Можливо, король просто поселив митрополита при найкращій церкві східного обряду в своїй резиденції, змусивши василіян трохи посунутись. Тим більше, що терпіти їм довелося недовго — сам Досифей нове місце свого перебування вважав тимчасовим, і затримався він тут лише на п'ять років — у 1696 році митрополит їде до Москви на запрошення царя Петра 1. Так чи інакше, Шумлянський згадує 1701 року в Жовкві дві парафії — Різдва Христового (у центрі міста) та Івана Хрестителя (на Винниках), вказуючи що обидва храми прийняли унію. Отож, на межі XVII—XVIII століть храмом Різдва Христового вже опікувались василіяни.

- Південний фасад церкви прикрашає ренесансний різьблений кам'яний портал з гербом Собеських. Портал цей дуже подібний до порталів у сусідній церкві св. Лаврентія. Вважається, що його перенесли сюди з цієї церкви, коли у стіні латинського храму поховали двох синів короля Йоана Собеського — Якова і Костянтина. Прах королевичів замурували у стіні на тому місці, де був один з входів до храму[джерело?]. Отже, вишуканий ренесансний портал вже не був потрібним парафіянам. Тому священики храму (а може, і уряд міста) вирішили перенести портал до церкви Різдва Христового, яка подібних прикрас не мала.

- У 1895 році при монастирі було засновано друкарню. Згодом за сприянням митрополита А. Шептицького друкарню було розширено та обладнано сучасними (як на ті часи) друкарськими машинами. Жовківська друкарня отців Василіян стала мало не найбільшою українською друкарнею в світі — тут видавали свої твори Дмитро Донцов, Іван Крип'якевич, Володимир Кубійович, Іван Огієнко та інші видатні українські письменники та вчені.

- У 2002 році під час ремонту в келіях і коридорах монастиря жовківські василіяни знайшли понад двісті скелетів, у тім числі 45 дитячих. Проведена експертиза довела, що ці люди були закатовані радянською владою в післявоєнний час. Адже в другій половині 1940-х років у колишньому монастирі певний час був розташований штаб НКВС, працівники якого знищували населення «стахановськими темпами»… Зараз ці жертви радянського терору перепоховані на міському цвинтарі.

Зі спогадів Василя Григоровича-Барського
…пішли ми за три милі від Львова до містечка Жовкова, де знаходяться мощі святого Іоана Сочавського. Прийшли ми до тамтешніх іноків, що живуть при храмі з тими мощами. Нас чесно прийняв з вечора ігумен, належно примістивши нас і задовольнивши; з ранку нас покликали до Божої служби і ми знову пішли до ігумена, який знову пригостив нас доброю трапезою. Містечко Жовков славиться також тим, що тут часто бував польський король Іоан ІІІ Собеський, де й палац його є.

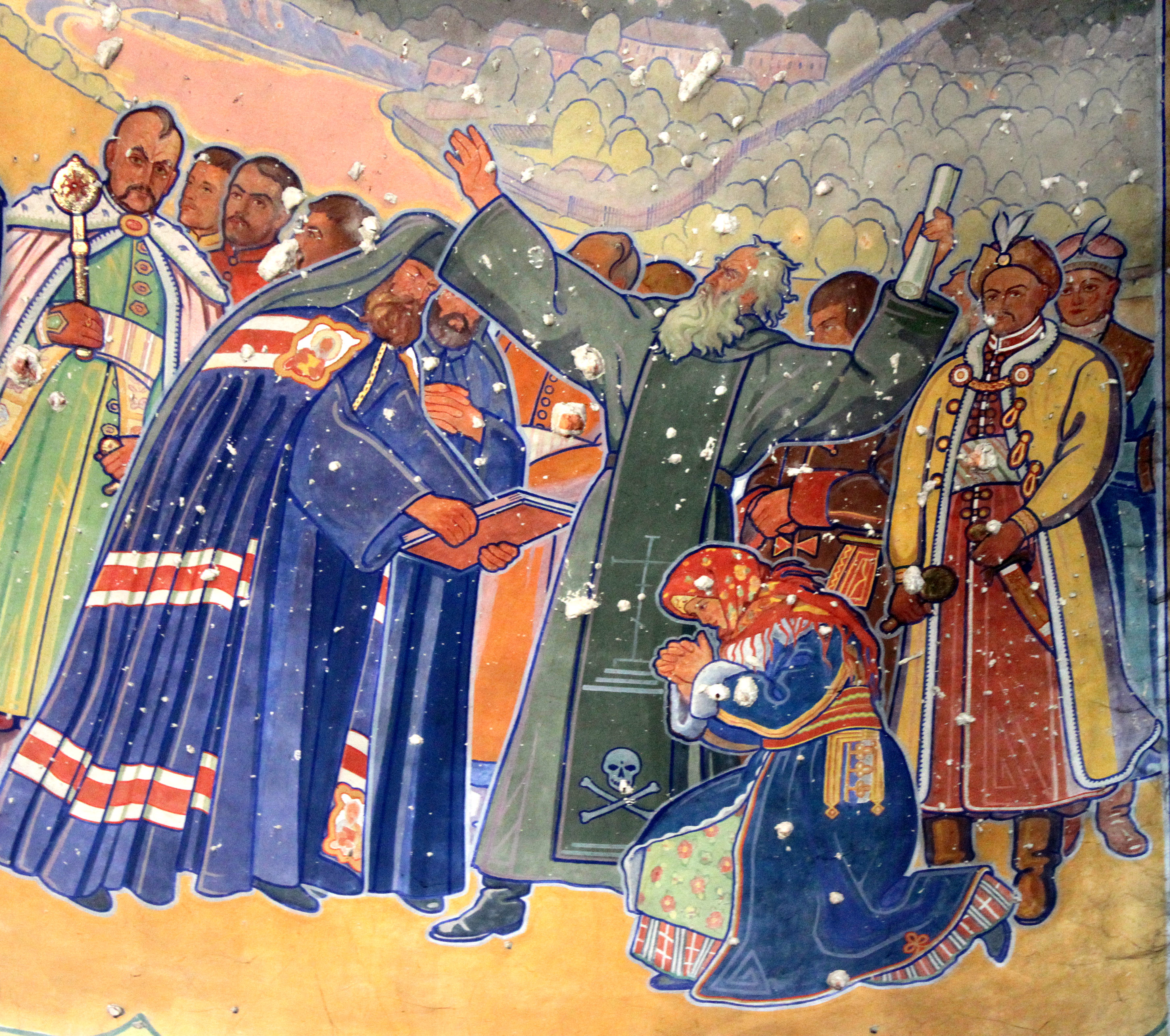
Ю. Буцманюк. Б. Хмельницький, І. Вишенський, І. Мазепа, Г. Гулевичівна та інші видатні православні України
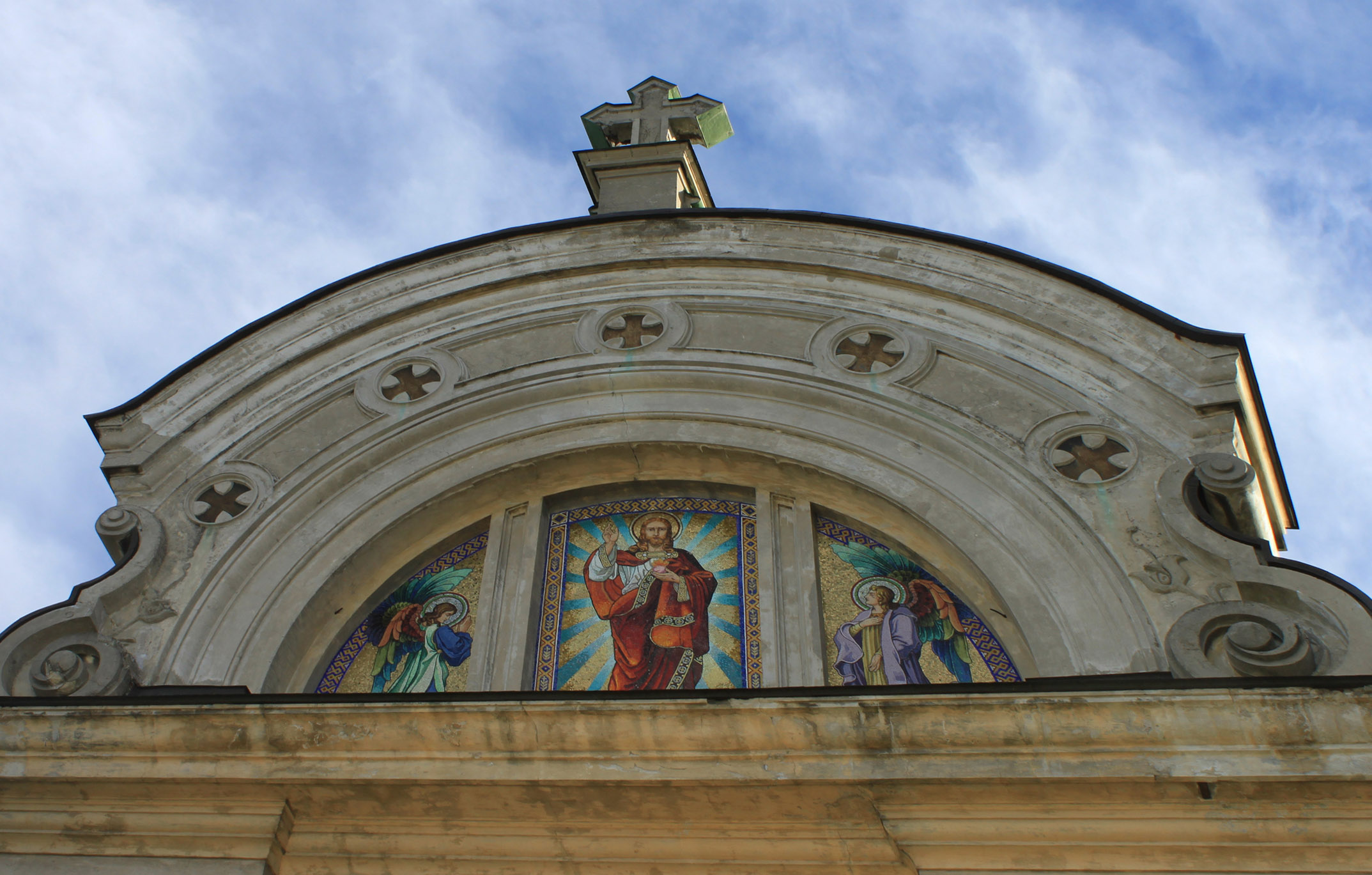
Мозаїка на фасаді храму
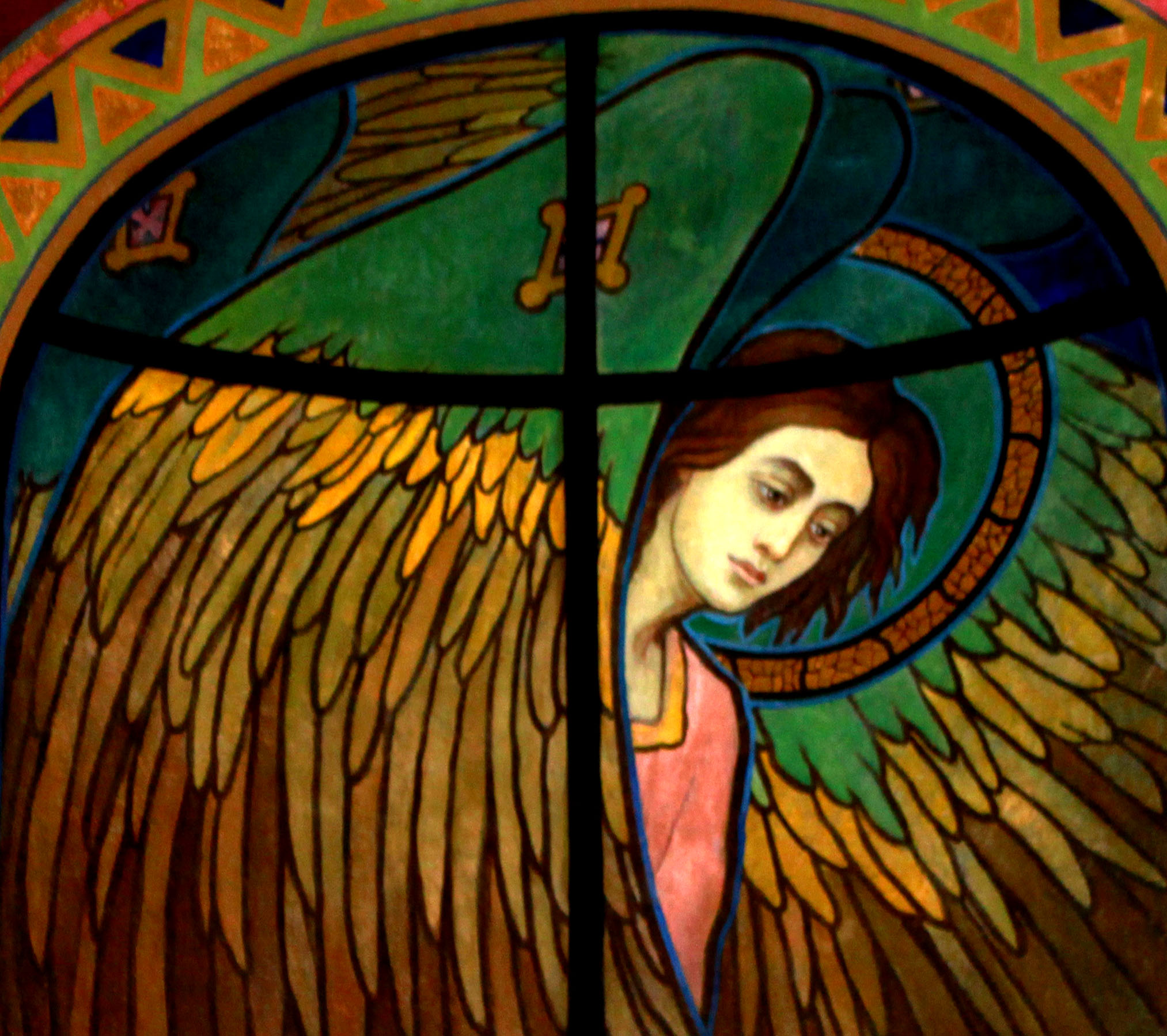
Фрагмент стінопису
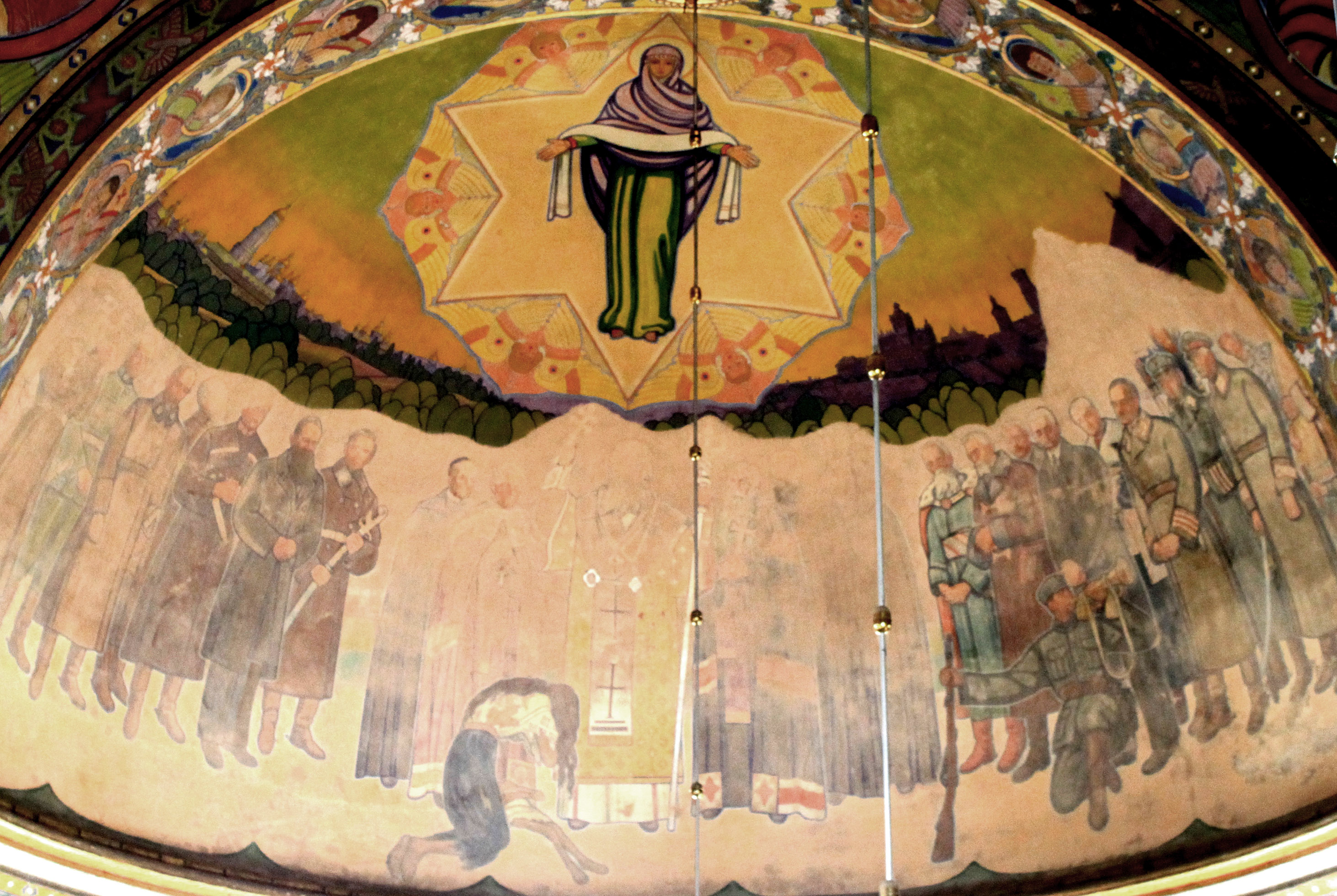
Покрова. Герої визвольних змагань
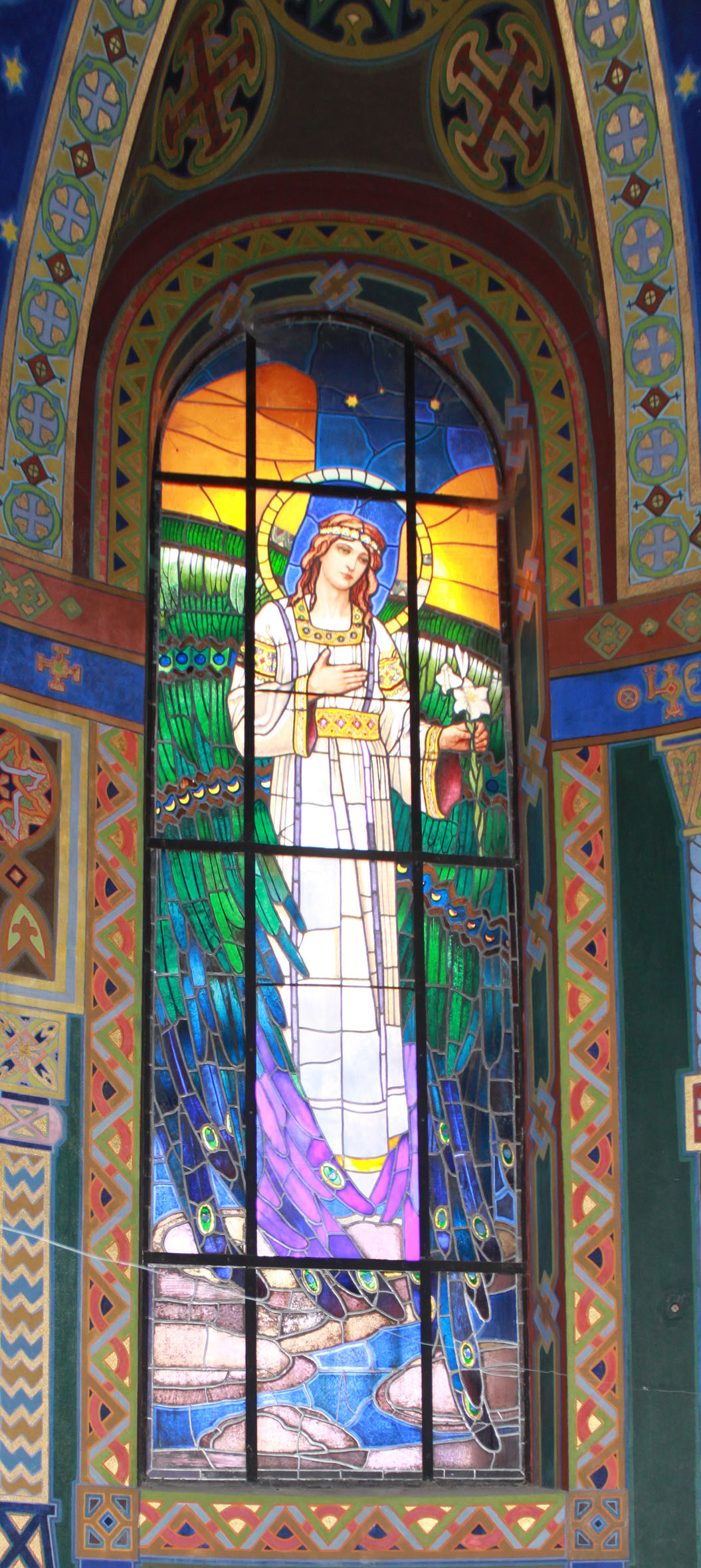
Архангел Гавриїл
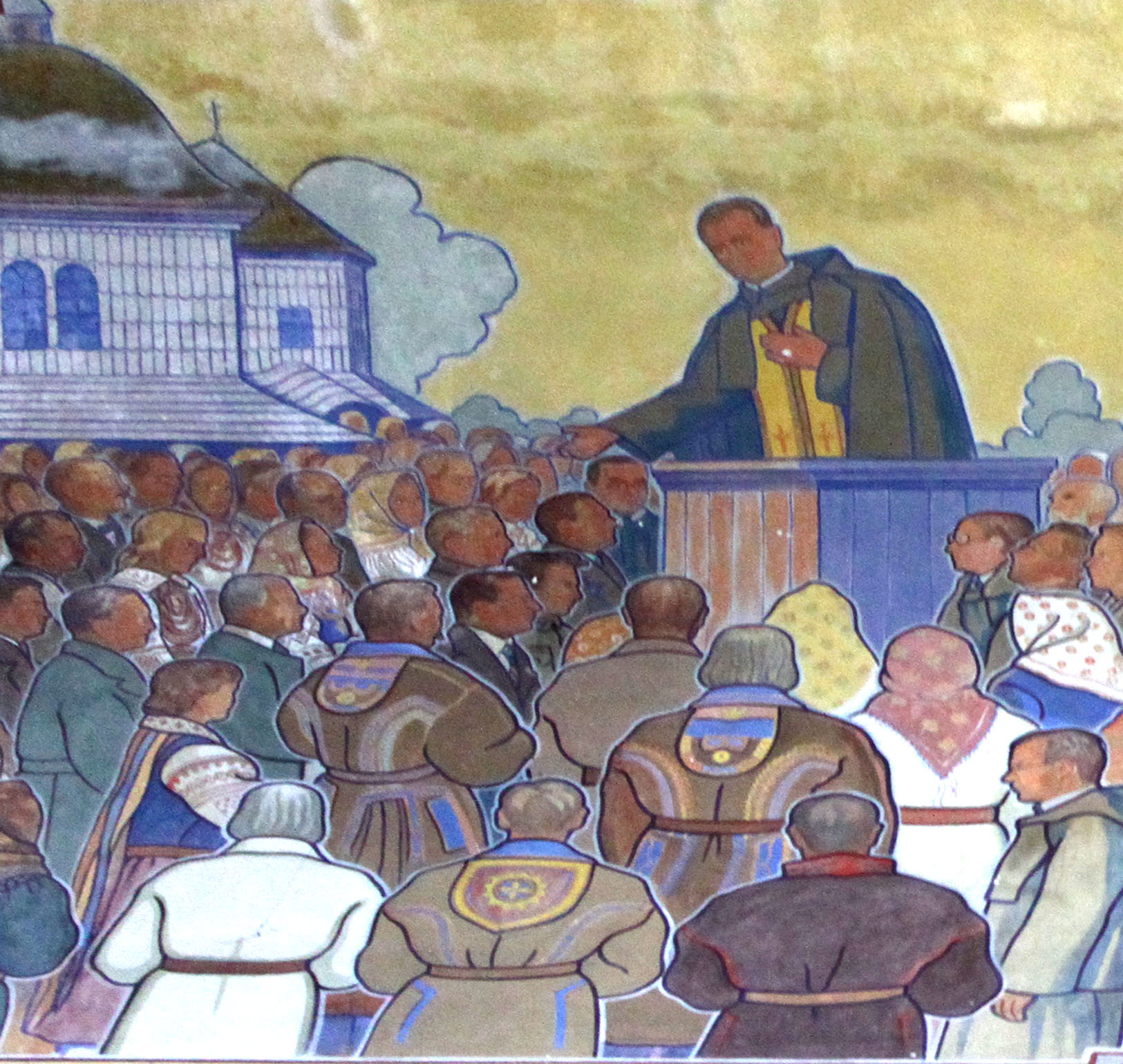
Фрагмент стінопису